# Guillermo Gorostiza
Guillermo Gorostiza Paredes (Santurtzi, 1909. február 15. – Bilbao, 1966. augusztus 23.) spanyol labdarúgócsatár.